# 清野智秋
清野智秋（日语：／ Seino Tomoaki，1981年9月29日—），是一名日本足球運動員，司職前鋒。

## 球員生涯
清野智秋於水原中學畢業後，入讀秋田市立秋田商業高等学校，2000年加入日本職業聯賽球會磐田山葉，2002年6月因個人債務問題，遭磐田山葉解僱。其後先後效力過藤枝MYFC、札幌岡薩多，並曾入選日本U18及U19代表隊，09年1月來港加盟康宏晨曦。
2009年2月13日於旺角大球場舉行，對東方的甲組聯賽，個人梅開二度，協助球隊以 4–3 勝出。全季共為球隊射入6球。

## 榮譽
晨曦
- 香港聯賽盃冠軍（2008–09季度）

## 外部連結
- 香港足球總會球員註冊資料 （页面存档备份，存于）
- 康宏晨曦球會官方網頁